# Tőkés Anna

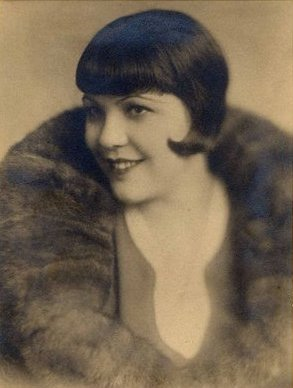
Körülbelül 20 évesen

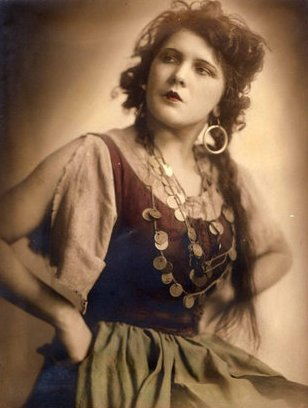
Herczeg Ferenc: Ocskay brigadéros. Társulat: Nemzeti Színház, Budapest. Bemutató: 1926.09.24. Rendező: Horváth Jenő. Szereplők: Dili: Tőkés Anna.

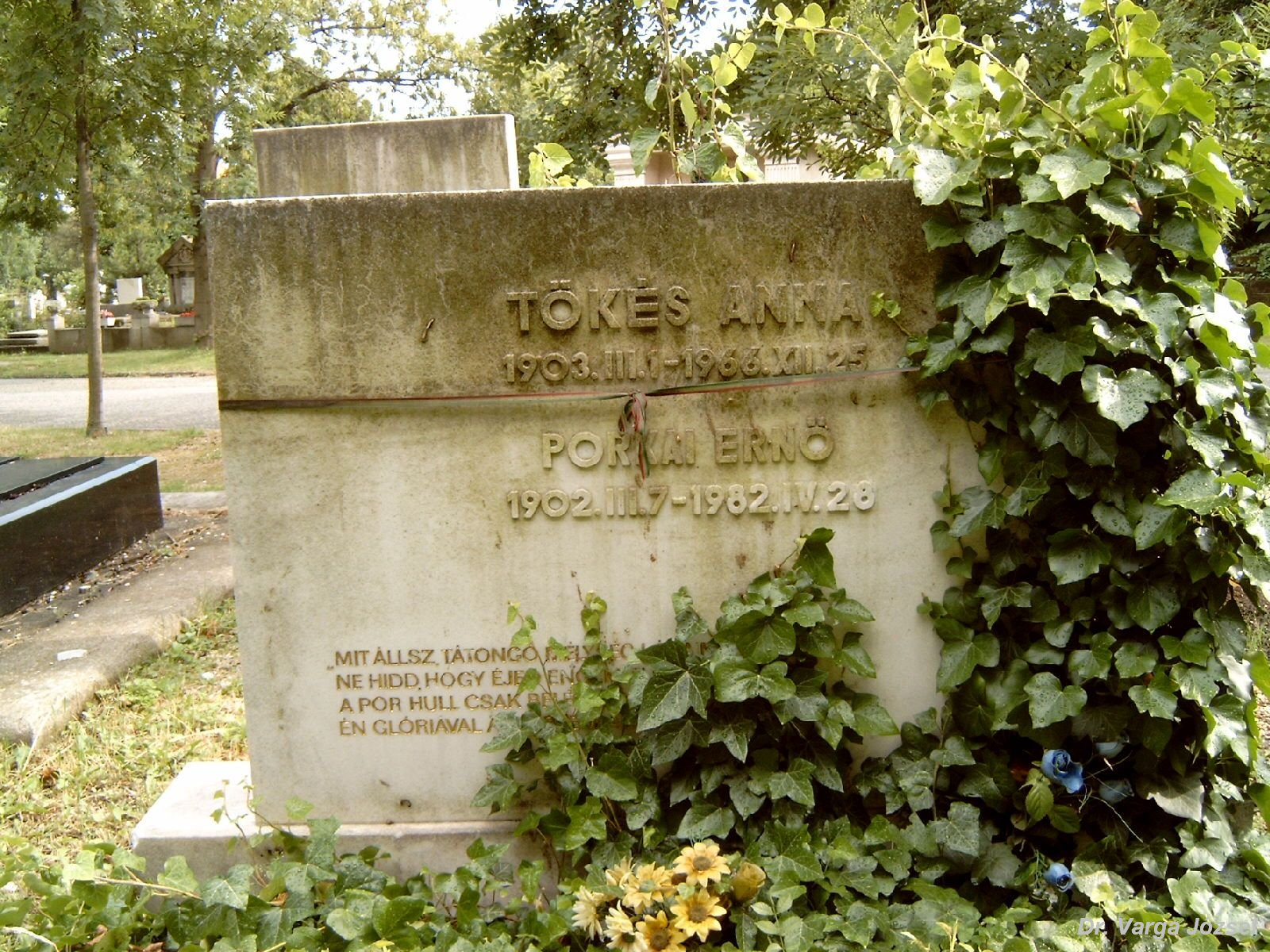
Sírja Budapesten. Farkasréti temető: 1-1-447/448.

Tőkés Anna (Marosvásárhely, 1903. március 1. – Budapest, 1966. december 25.) Kossuth-díjas magyar színésznő, érdemes és kiváló művész.

## Pályája
Tőkés Imre és Ambrus Anna gyermekeként született. Kolozsváron járt iskolába, színiiskolai végzettséget nem szerzett. 1922-ben lépett először színpadra Temesváron, majd szerepelt Tordán, Marosvásárhelyen és Aradon.
1923-ban szerződött a Renaissance Színházhoz, majd a Vígszínházhoz szerződött át. 1925-ben a Nemzeti Színház tagja lett, közben fél évet töltött az USA-ban Beregi Oszkár társulatával.
1928 és 1930 között a Magyar Színház tagja volt, 1930-tól 1931-ig játszott a Nemzeti Színházban, de tagja nem volt. 1931-től 1935-ig a Vígszínház tagja volt. 1935-től 1944-ig a Nemzeti Színház tagja volt, 1945 és 1947 között a Medgyaszay, a Pesti Színházban és a Pódium Kabaréban lépett fel. 1947-től 1962-ig ismét a Nemzeti Színház tagja volt, 1958 és 1961 között nem szerepelt.
1962-ben Szophoklész: Oidipusz király című drámájának végén rosszul lett, kórházba került, színpadra ezután már nem lépett. 1965-ben nyugdíjazták. Első filmszerepe az 1929-ben készült Füst című némafilmben, utolsó filmszerepe az 1962-ben készült Fagyosszentek című filmben volt. Rádiójátékokban is rendszeresen szerepelt. Legnagyobb monológjait 1966-ban kiadták hanglemezen.

## Színpadi szerepeiből
A Színházi adattárban regisztrált bemutatóinak száma (1949–): 20.
- Crommelynck: Csodaszarvas....Stella
- Madách Imre: Az ember tragédiája....Éva
- Goethe: Faust....Margit
- Bíró Lajos: Hotel Imperiál....Anna
- Csehov: Sirály....Nyina
- Shakespeare: Hamlet....Ophélia
- Katona József: Bánk bán....Melinda
- Herczeg Ferenc: Bizánc....Iréne
- Schiller: Ármány és szerelem....Lady Milford
- Shakespeare: Macbeth....Lady Macbeth
- Shakespeare: Hamlet....Gertrud
- Federico García Lorca: Bernarda Alba háza....Bernarda
- Racine: Phaedra....Phaedra
- Bródy Sándor: A tanítónő....Tóth Flóra
- De Stefani: A messinai varga....Rosa
- Gorkij: Ellenségek....Tatjana
- Hauptmann: Elga....Elga
- Herczeg Ferenc: Ocskay Brigadéros....Dili
- Henrik Ibsen: Solness építőmester....Hilda Wangel
- Henrik Ibsen: Kísértetek....Regina
- Joseph :VIII. Henrik....Catherine Howard
- Kleist: Amphytrion....Alkméné
- Lengyel Menyhért: A kínai lány....Yao Liu, a kínai lány
- Arthur Miller: A salemi boszorkányok....Rebeca
- Osztrovszkij: Vihar....Kabanova
- Shakespeare: Lear király....Regan, Goneril
- Shakespeare: III. Richárd....Erzsébet
- Shakespeare: A velencei kalmár....Jessica
- Shakespeare: Vízkereszt, vagy amit akartok....Viola
- Schiller: Stuart Mária....Stuart Mária
- Szophoklész: Oidipusz király....Jokaszté
- Szophoklész: Antigoné....Antigoné
- Szophoklész: Élektra....Élektra
- Visnyevszkij: Felejthetetlen 1919....komisszárnő
- Vörösmarty Mihály: Csongor és Tünde....Mirigy
- Zilahy Lajos: A fehér szarvas....Viola
- Zuckmayer: Vetélytársak....Charmaine de la Cocnac

## Filmjei
- Füst (1929) – némafilm
- Café Moszkva (1936)
- Hotel Kikelet (1937)
- Az ember néha téved (1937)
- Magyar feltámadás (1939)
- Fráter Lóránd (1942)
- Állami Áruház (1953)
- A harag napja (1953)
- Ünnepi vacsora (1956)
- A tettes ismeretlen (1957)
- Sóbálvány (1958)
- Napfény a jégen (1961)
- Fagyosszentek (1962)

## Díjai, elismerései
- Érdemes művész (1950)
- Kossuth-díj (1952)
- Kiváló művész (1956)